# Opisthoxia aspledon
Opisthoxia aspledon är en fjärilsart som beskrevs av Druce 1892. Opisthoxia aspledon ingår i släktet Opisthoxia och familjen mätare. Inga underarter finns listade i Catalogue of Life.